# Professurkunde

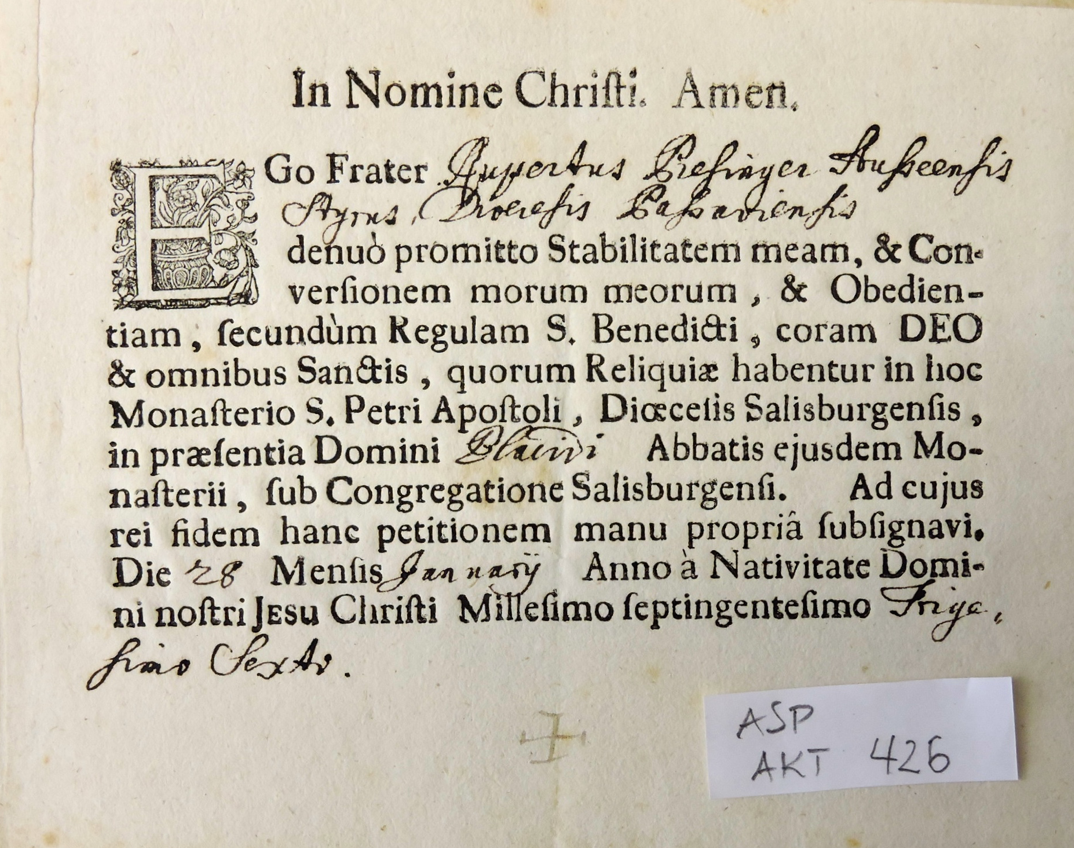
Profess(erneuerungs)urkunde aus dem Stift St. Peter, 1736

Die Professurkunde wird bei Ordensleuten anlässlich ihrer Feierlichen bzw. Ewigen Profess, meist im Rahmen einer Messfeier, unterschrieben. Sie ist der kirchenrechtliche Beweis für die lebenslang bindende Zugehörigkeit des Unterschreibenden zum Ordensverband.

## Aktengang
Die Professurkunde wird ausgestellt von Ordensleuten am Anfang einer klösterlichen Laufbahn, die nach einer gewissen Zeit der Erprobung (heute etwa vier Jahre) vom Oberen des Klosters oder der Ordensprovinz die Erlaubnis erhalten haben, die kanonische Aufnahme in die Gemeinschaft damit zu vollziehen.
Der Professablegung geht eine Petitio voraus. Das ist ein schriftliches Dokument, in dem der Bewerber die Bedingungen seines Versprechens formell festlegt. Das Verhalten nach der jeweiligen Regel und den Konstitutionen des Ordensinstitutes gehören dazu.
Die benediktinische Betonung der Urkunde war ein wichtiger Schritt in der Entwicklung des juristischen Charakters der Mönchsprofess. Ihr Zweck ist es, die feierlichen Gelübde zu einem rechtlichen Akt zu machen. Die Gelübde haben nicht nur persönliche Konsequenzen, sondern rechtliche: Manche Ordensleute sind danach nicht mehr besitz- bzw. erbfähig. Ferner belegt die Urkunde, dass der Professe ein lebenslanges Mitglied der Gemeinschaft ist.

## Beispiele aus großen Ordenstraditionen

### Benediktiner und Zisterzienser
Der Mönch nennt vor der versammelten Gemeinschaft im Chor seinen Namen, seinen Stand und verspricht dann Beständigkeit am Ort, klösterlichen Lebenswandel und Gehorsam nach Kapitel 58 der Benediktsregel. Er erwähnt, dass er das Versprechen vor Gott und den Heiligen, deren Reliquien in der Kirche aufbewahrt sind, ablegt. Die unten zitierte Form aus der zisterziensischen Tradition nennt auch die Jungfrau Maria, zu deren Ehren das Heiligtum errichtet wurde.
Ego frater N. N. (Stand, e. g. clericus/laicus) promitto stabilitatem meam et conversionem morum meorum et obedientiam secundum regulam sancti Benedicti coram Deo et sanctis eius quorum reliquiae hic habentur et omnibus sanctis in hoc loco qui vocatur N. N. ordinis Cisterciensis constructo in honore beatissimae Dei genitricis semperque virginis Mariae: in presentia domini N. N. abbatis.
 „Der endgültige Vollzug des Klostereintritts geschieht mit der Profess. Das öffentlich abgelegte Versprechen, bis zum Tod im Kloster zu bleiben und seine Satzungen zu halten, findet im Lauf der Messfeier statt und dokumentiert sich in der Professurkunde.“ Die Urkunde mit dem Inhalt der Gelübde schreibt der Mönch eigenhändig oder bittet, wenn er das nicht kann, einen anderen darum. Andernfalls unterzeichnet er mit einem Kreuz. Das Professbuch von Kloster St. Gallen, in dem fast alle Mönche von der Gründung 719 bis ins 11. Jahrhundert verzeichnet sind, fungierte ab 800 als Ersatz für Einzelurkunden.

### Prämonstratenser und Chorherren
Eine Professurkunde wird bei den Prämonstratensern zwar noch nicht in den Consuetudines von ca. 1130 erwähnt, ist aber im ältesten Professformular aus Schäftlarn nach 1140 (Clm 17174) vorgesehen.
Chorherrenstifte in der augustinischen Tradition kennen Professurkunden.

### Franziskaner
Nicht alle Mendikanten haben die Urkunde. Franziskaner kennen sie, aber Dominikaner nicht. Im Fall der Franziskaner werden die Urkunden im Provinzialat aufbewahrt.

### Jesuiten
Die jesuitische Tradition der feierlichen Gelübde (die ersten wurden am 22. April 1541 in der Basilika Sankt Paul vor den Mauern in Rom abgelegt) unterscheidet sich von denen anderer Ordensleute. Jesuiten geloben Armut, Ehelosigkeit und Gehorsam und haben ein zusätzliches Gelübde: dem Papst zu gehorchen. 
Ego subscriptus promitto omnipotenti Deo et summo pontifici eius in terris vicario coram eius Virgine Matre et tota celesti curia ac in presentía Societatis, perpetuam paupertatem, castitatem et obedientiam iuxta formam vivuendi in bulla Societatis Dni. Ihu. et in eius Constitutionibus declaratis seu declarandis contentam. Insuper promitto specialem obedientiam summo pontifici...
Bei den endgültigen Gelübden der Jesuiten, unterschreiben sie nach der Messe (in der Sakristei) verschiedene Dokumente. Eines ist eine handschriftliche Kopie der Gelübde, die sie in der Messe vor der Kommunion ausgesprochen haben. Jesuiten, die die vier Gelübde abgelegt haben, unterschreiben auch eine Kopie der "kleinen" Gelübde, die nicht während der Messe ausgesprochen wurden, z. B. kein bischöfliches Amt zu suchen oder anzunehmen, die Konstitutionen bezüglich der Armut nicht zu ändern, Kinder zu unterrichten usw. Außerdem geben sie das Recht auf Eigentum ab. Bis zu diesem Zeitpunkt dürfen sie Güter, Einkünfte usw. besitzen, aber nicht davon profitieren; nach den endgültigen Gelübden dürfen sie nichts mehr besitzen.

### Barmherzige Brüder
Bei den im Jahre 1571 approbierten Barmherzigen Brüdern wird die Ablegung der lebenslang bindenden Profess durch die Professurkunde dokumentiert. Die Mitglieder dieses Ordern sind wegen ihres vierten Gelübdes vergleichbar mit den Jesuiten. Sie legen ein viertes, das der "Hospitalität", ab. Damit stellen sie sich in die besondere Nachfolge ihres Gründers, des hl. Johannes von Gott.